# Joseph Inslee Anderson
Joseph Inslee Anderson (ur. 5 listopada 1757 w Filadelfii, zm. 17 kwietnia 1837 w Waszyngtonie) – amerykański polityk ze stanu Tennessee.

## Życiorys
Urodził się w pobliżu Filadelfii (Pensylwania), jako syn Williama Andersona i Elizabeth Inslee (zawody rodziców nieznane). Nie mając jeszcze 20 lat, Anderson zaciągnął się już do armii kontynentalnej jako szeregowiec i pod koniec wojny awansował do stopnia majora. Był płatnikiem pułku przez większą część wojny, a jego doświadczenie na tym stanowisku dobrze mu służyło na stanowiskach, które piastował później. Był z George’em Washingtonem w Valley Forge i był w Yorktown, kiedy Brytyjczycy poddali się w październiku 1781. Anderson został zwolniony od służby wojskowej w 1781, i przez większą część lat. 80 XVIII wieku praktykował prawo w Delaware. W 1797 ożenił się z 15-letnią zaledwie Patience Outlaw, córką pułkownika Aleksandra Outlawa z Północnej Karoliny. Po wojnie Outlaw przejął roszczenia do ziemi w tym regionie, który później stało się częścią stanu Tennessee. Para osiedliła się na dużym obszarze ziemi w hrabstwie Jefferson, podarowanym im przez pułkownika Outlawa i miała siedmioro dzieci.
Jego ciało pochowane jest na Cmentarzu Kongresowym w Waszyngtonie.

## Kariera
W latach 1797–1815 reprezentował stan Tennessee w Senacie Stanów Zjednoczonych. Podczas ósmej kadencji Kongresu Stanów Zjednoczonych w 1805 roku pełnił funkcję przewodniczącego pro tempore Senatu Stanów Zjednoczonych.
Jego syn, Alexander Outlaw Anderson, również reprezentował stan Tennessee w Senacie Stanów Zjednoczonych.